# Václav Klement
Václav Klement (en checo [va:tslaf klɛmɛnt]) (16 de octubre de 1868 Velvary, Praga - 13 de agosto de 1938) fue un técnico y empresario checo, uno de los iniciadores de la industria checa y, junto con Václav Laurin, creador de la famosa motocicleta llamada Slavia y luego del coche turismo que lleva el nombre de sus autores (Laurin & Klement). 

## Comienzo difícil
Su infancia no fue muy feliz. Su madre murió siendo él un niño y después fue criado por su madrastra, que no le prestaba ninguna atención. Desde sus 14 años trabajó manualmente, aunque ya se manifestaba su habilidad para estudiar.
A pesar de todos los obstáculos, encontró su camino para llegar a estudiar: se hizo aprendiz en una librería en la ciudad de Slaný, donde logró terminar los estudios secundarios. 
Durante algún tiempo trabajó en Praga y después se mudó a Mladá Boleslav, donde volvió a su empleo. Su nuevo jefe fue el librero Novotný. Cuando Novotný murió, Klement compró su librería. No obstante, la tienda no prosperaba y Klement tuvo que venderla para pagar sus deudas.
Vacláv Klement pidió en 1894 un repuesto para una cicla y se lo negaron porque no hablaba alemán, sino checo. Nadie se habría imaginado, que sin tener conocimientos sobre motos y autos, terminaría fundando un gran imperio automotor que este año vendió casi 1 millón de autos.

## Slavia
En 1885 empezó una nueva etapa en su vida. Klement, un ciclista entusiasta, fundó en Mladá Boleslav, junto a Václav Laurin, un taller de reparación de bicicletas, que llevó el nombre de ambos. Al principio solamente las reparaban, luego empezaron a construir sus propias bicicletas con la marca Slavia. 
Después de un viaje a Francia, de donde Klement se trajo una motocicleta de fabricación francesa, construyen un prototipo de motocicleta en Mladá Boleslav: la motocicleta Slavia. 
La primera motocicleta destinada para la venta, salió de los talleres de la empresa Laurin&Klement en el año 1899. Así mismo es la primera motocicleta de producción checa. 
Al principio, sus motocicletas se vendían bastante mal. Sólo en el año 1902, tras los éxitos de corredores de Mladá Boleslav en competiciones de motociclismo, el panorama empezó a mejorar. El gran éxito llegó junto con la victoria del piloto checo Václav Vondřich en las carreras de motos de París en 1905. Las motocicletas de Mladá Boleslav empezaron a conquistar toda Europa.

## El primer automóvil Škoda
En 1905, Klement y Laurin presentaron en el mercado el primer automóvil turismo de producción checa. Fue de la marca Laurin&Klement. En los años 1909 – 1910 la fábrica de automóviles también suministraba al mercado camiones, ambulancias y coches correo. Para el año 1914 llegaron a ser los fabricantes más grandes en todo el Imperio austrohúngaro. 
En el año 1925 Klement y Laurin vendieron su fábrica a Plzeňské závody y a sus dueños – la familia Škoda. Desde aquel momento, los coches, fabricados en esta empresa, llevan el nombre de Škoda. 
- Datos: Q1348741
- Multimedia: Václav Klement / Q1348741